# Swedish Open 2019 (Badminton)
Die Swedish Open 2019 im Badminton fanden vom 17. bis zum 20. Januar 2019 in Lund statt.

## Sieger und Platzierte
| Disziplin    | Gold                              | Silber                          | Bronze                             |
| ------------ | --------------------------------- | ------------------------------- | ---------------------------------- |
| Herreneinzel | Minoru Koga                       | Loh Kean Yew                    | Eetu Heino                         |
| Herreneinzel | Minoru Koga                       | Loh Kean Yew                    | Hashiru Shimono                    |
| Dameneinzel  | Mako Urushizaki                   | Asuka Takahashi                 | Irina Amalie Andersen              |
| Dameneinzel  | Mako Urushizaki                   | Asuka Takahashi                 | Hirari Mizui                       |
| Herrendoppel | Mathias Bay-Smidt Lasse Mølhede   | Bastian Kersaudy Julien Maio    | Kasper Antonsen Frederik Colberg   |
| Herrendoppel | Mathias Bay-Smidt Lasse Mølhede   | Bastian Kersaudy Julien Maio    | Jordan Corvée Gaëtan Mittelheisser |
| Damendoppel  | Amalie Magelund Freja Ravn        | Emma Karlsson Johanna Magnusson | Vimala Hériau Margot Lambert       |
| Damendoppel  | Amalie Magelund Freja Ravn        | Emma Karlsson Johanna Magnusson | Julie Finne-Ipsen Claudia Paredes  |
| Mixed        | Danny Bawa Chrisnanta Tan Wei Han | Mikkel Mikkelsen Mai Surrow     | Tadayuki Urai Rena Miyaura         |
| Mixed        | Danny Bawa Chrisnanta Tan Wei Han | Mikkel Mikkelsen Mai Surrow     | Kyohei Yamashita Naru Shinoya      |